# ハートフォード (ハートフォードシャー)
ハートフォード（英: Hertford）は、イングランド、ハートフォードシャーのタウンかつ行政教区で州庁所在地。イースト・ハートフォードシャーに所在する。地方行政区を形成し、人口は2001年の国勢調査時点で2万4180人である。

## 姉妹都市
- エヴロン
- ハートフォード
- ヴィルデハウゼン

## 出身人物
- カタリナ・デ・ランカステル - カスティーリャ王エンリケ3世王妃
- ダニ・フィルス - ミュージシャン